# Camell bactrià
El camell bactrià (Camelus bactrianus) és una espècie d'artiodàctil de la família dels camèlids oriünd de les estepes i de les regions àrides de l'Àsia central. El nom específic bactrianus es refereix a la Bactriana, una de les parts del món on antigament era habitual la cria de camells domèstics. Es diferencia de l'altra espècie vivent del gènere Camelus, el dromedari, per tenir dos geps en lloc d'un, un major pes i una major mida i un pelatge molt més abundant. Així i tot, poden encreuar-se i engendrar híbrids viables i fèrtils.
La pràctica totalitat dels 1,4 milions de camells bactrians que s'estima que viuen avui en dia estan domesticats, però l'octubre del 2002, uns 950 camells que encara quedaven en estat salvatge al nord-oest de la Xina i Mongòlia foren posats a la llista d'espècies en perill greu.

## Hàbitat
Els camells bactrians viuen en zones àrides. A l'hivern es troben al llarg dels rius en l'estepa siberiana, però es dispersen cap al desert quan la neu es fon a la primavera. Les temperatures del seu hàbitat oscil·len entre - 29 °C a l'hivern fins a 38 °C a l'estiu.

## Morfologia

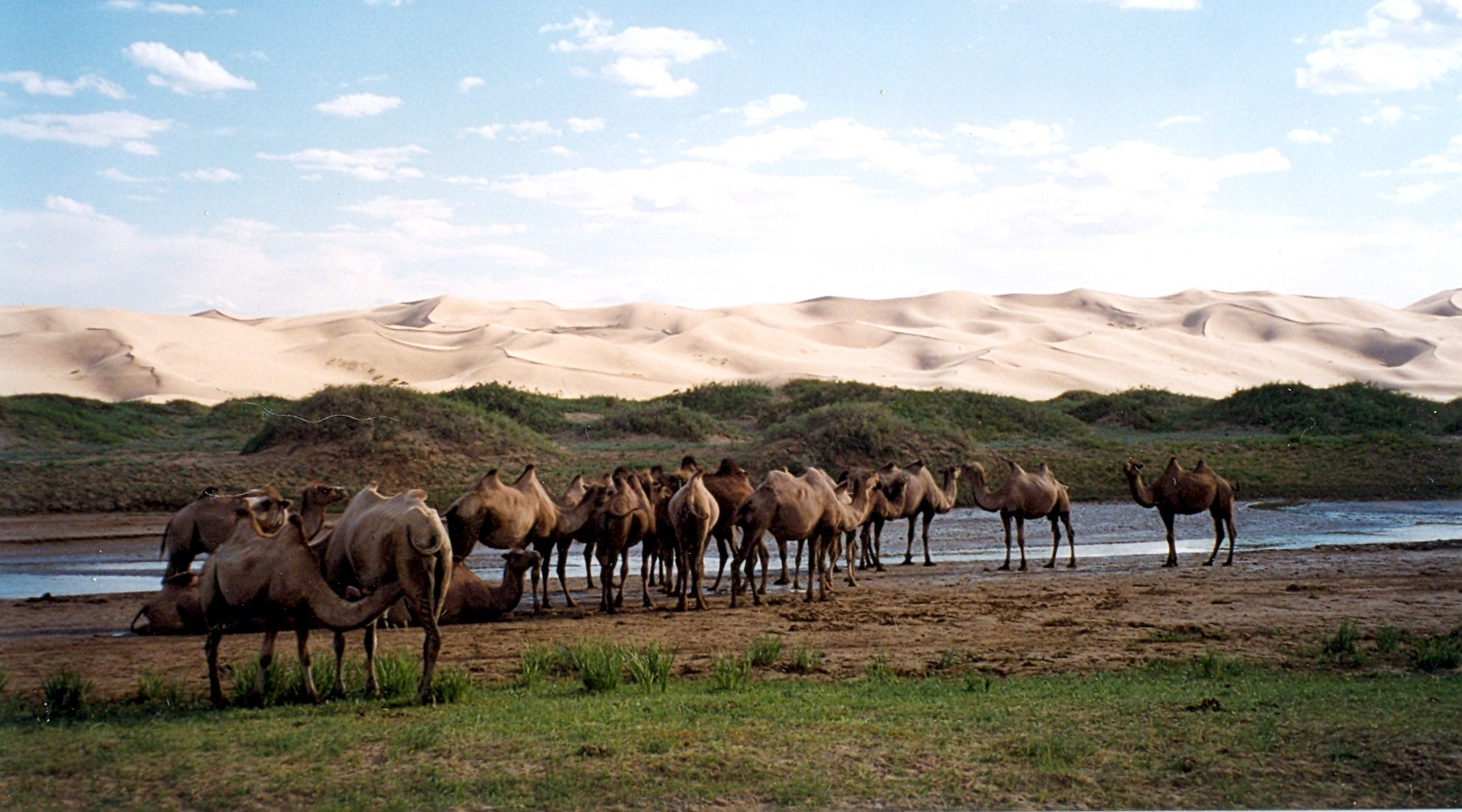
Camell al nord del desert de Gobi (Khongoryn)

Els adults pesen de 450 a 500 kg. Tenen dos geps, cadascun dels quals pot tenir 36 kg de greix. Mesuren de mitjana 213 cm fins al gep. Durant l'hivern el cobreix una capa de pell marronosa que desapareix quan puja la temperatura. Un cabell llarg li penja del coll com si fos una barba. Les celles són espesses. Una doble filera de pestanyes i l'habilitat de tancar completament els narius i els llavis el protegeixen de les ventades i de la sorra. Els seus peus durs l'ajuden a caminar pels deserts rocosos d'Àsia. Camina bé tant sobre la neu com sobre la sorra.

## Pelatge
El pelatge dels camells domèstics és molt variable. Predominen els colors foscos (bru, castany, rogenc, negre, blanc, crem…) Els pelatges clars són menys freqüents.
La llana de camell és més llarga i espessa que la del dromedari. Aquesta és una de les característiques que li permeten viure en ambients frígids, suportant temperatures de −40 °C (i, a vegades, inferiors). La llargària dels pèls del cos es de l’ordre de 7 cm. Per sota del coll o als geps pot ser de 30 cm o més.
L'estructura dels pèls és notable. Són buits a l’interior, presentant una baixa conductivitat tèrmica. A més, al voltant de cada pèl hi ha una munió de pèls petits i prims que milloren la retenció d'una capa d'aire en totes les condicions, millorant l’aïllament tèrmic.

## Reproducció
Els camell són polígams i els mascles dominants són violents i defensen un grup de femelles durant la temporada reproductiva. Les femelles del camell bactrià arriben a la maduresa sexual dels 3 als 5 anys (a la mateixa edat que els mascles). Es reprodueixen cada dos anys i s'acoblen a la tardor. Després d'un període de gestació de 13 mesos, tenen una o dues cries, que normalment neixen de març a abril. Pesen en néixer uns 36 kg de mitjana. Les cries són capaces de caminar i córrer poc després de néixer. S'alimenten de llet durant un any i mig. En captivitat viuen de 30 a 50 anys.

## Alimentació

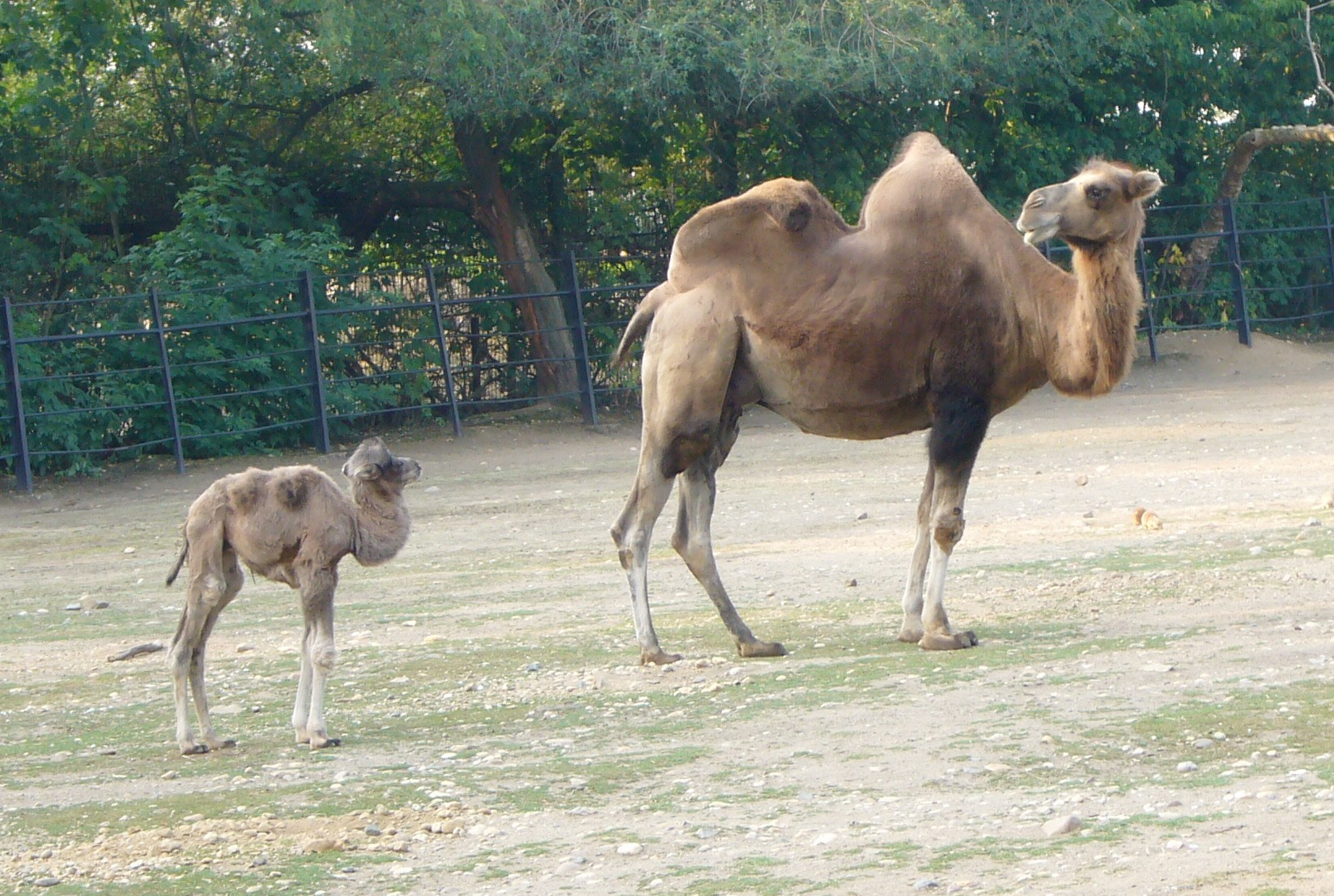
Adult i jove al zoo de Praga

Els camells són animals herbívors remugants i són capaços de menjar l'herba seca, amb espines, salada o amargant. Mengen fulles arrels i tubercles, fusta, escorça o tiges, llavors i fruits. Quan no hi ha una altra mena de menjar poden alimentar-se d'ossos pell o diferents tipus de carn. En condicions extremes es mengen les cordes, les sandàlies i fins a les tendes d'acampada. Poden aguantar diversos dies sense beure aigua, quan després d'un període llarg sense beure ho poden tornar a fer només beuen per reemplaçar l'aigua perduda pel seu cos. Com a màxim beuen 114 litres d'aigua i aquesta quantitat la beuen en només 10 minuts. Tenen l'habilitat d'apagar la set també amb aigua salitrosa. Durant l'hivern en tenen prou amb l'aigua continguda en els vegetals que mengen.

## Adaptació a condicions difícils
La constitució específica del camell li atorga unes capacitats excepcionals d'adaptació als biòtops escassos en aigua i aliments.
Pel que fa a la privació d'aigua és capaç de sobreviure a una pèrdua del 40% de l’aigua del seu cos. Altres mamífers moren si en perden un 20%. Els ronyons del camell poden absorbir una part important de l’aigua de la urina i retornar-la a l'organisme.
Els seus glòbuls vermells tenen forma ovalada (en altres mamífers la forma és rodona), fet que permet mantenir la fluïdesa de la sang i la circulació d'aquesta pels capil·lars encara que la sang s'espesseixi.
A més els glòbuls vermells poden acumular fluids fins a augmentar dues vegades i mitja el seu volum.
Els fems del camell bactrià són molt secs. De sis a set vegades més secs que els d'altres mamífers. Físicament es presenten en petites boles allargades (d'uns 4x2x2 cm) formades per una barreja de fibres vegetals irregulars, i gairebé seques. L'animal té la capacitat de reduir el contingut d'humitat dels seus excrements. També l'urina pot ser molt concentrada.
Després d'una privació d'aigua de molts dies, el camell pot presentar un aspecte deplorable: molt prim i amb l’aspecte de dur la pell enganxada als ossos. Tanmateix, quan pot tornar a beure es recupera molt aviat. Pot ingerir una gran quantitat d'aigua (un centenar de litres en deu minuts) i al cap de mitja hora recupera un aspecte normal.
La seva constitució li permet estalviar els recursos hídrics del seu organisme. La pèrdua d'aigua pels narius és mínima. Normalment els narius estan tancats i només s'obren per inspirar i expirar.
La capacitat de termoregulació del camell és excepcional. A diferència d'altres mamífers, el camell no comença a suar fins que la temperatura del seu cos arriba als 41 °C. En les nits fredes la temperatura corporal pot baixar fins a 34 °C.
Pel que fa al greix dels geps, fa un paper de reserva nutritiva per a l'animal. També serveix d'aïllant tèrmic. Acumulada a l'espinada protegeix la part més exposada als raids del sol. Si estés repartida per tot el cos faria nosa a la regulació tèrmica de l'animal. El greix contingut als dos geps pot arribar a 150 kg.

## Usos humans

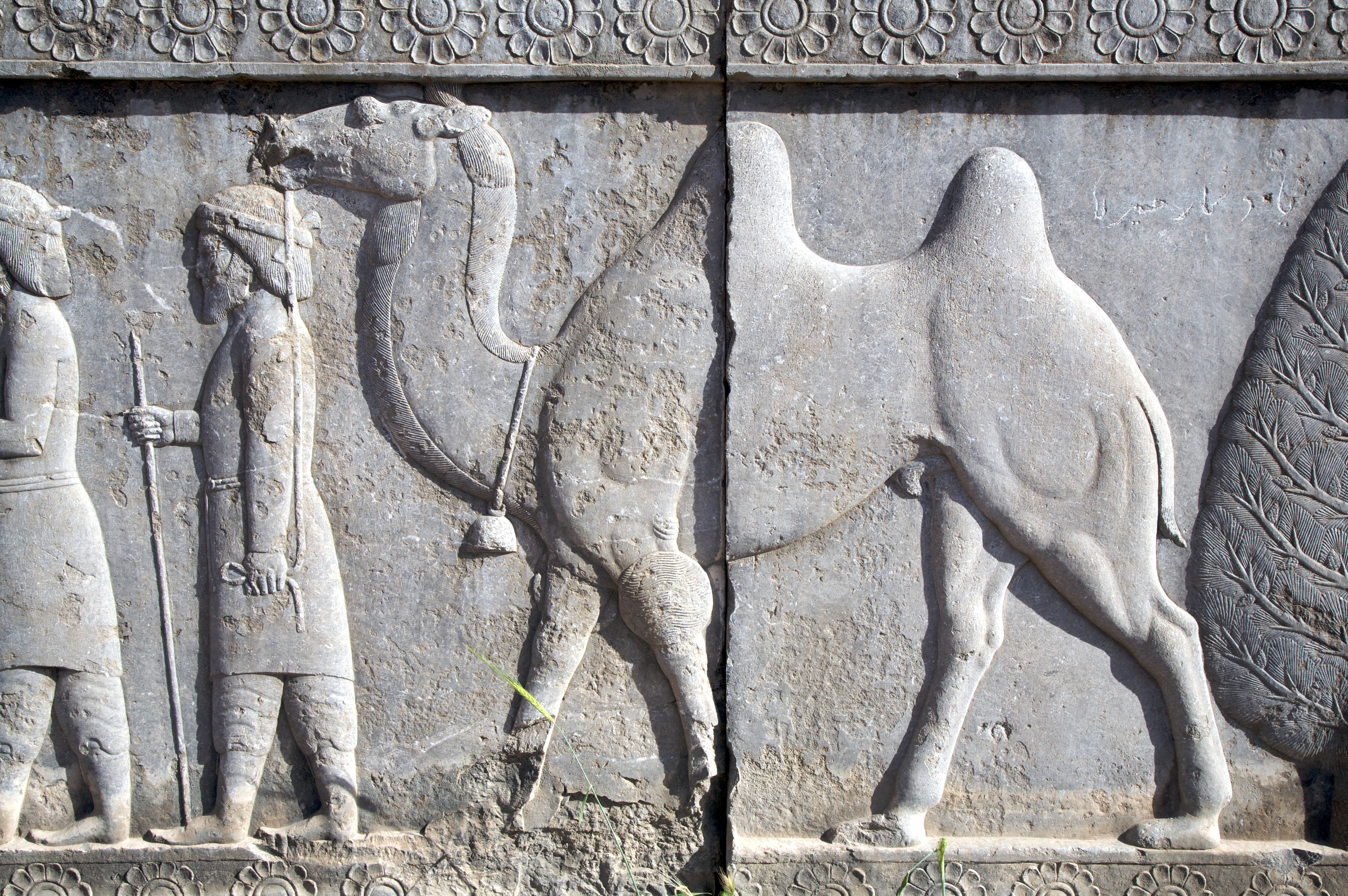
Baix-relleu a Persèpolis

Els camells domesticats travessen el desert en caravanes dirigides, per un mascle adult, en grups de sis a vint camells. S'ha de mantenir una velocitat constant de la caravana i, per aconseguir-ho, mouen les dues potes del mateix costat a la vegada (ambladura) creant un moviment balancejat. Si han de córrer ho poden fer a una velocitat d'uns 30 km per hora.
Els camells bactrians foren domesticats des de fa 3.500 anys, actualment queden pocs camells salvatges. La principal utilitat per l'home és per la seva força i com a mitjà de transport, com a subproductes hi ha la carn i la llet. Del greix del gep se'n treu llard per cuinar. El fem serveix com combustible, del pèl se'n fan vestits, catifes i tendes. Del cuir sabates i altres productes. En alguns països els camells són indicadors de riquesa.

## Usos militars i documents diversos
- Assurbanipal[31]
  - En un estudi sobre la documentació assíria relativa als camells bactrians es pot comprovar, entre altres aspectes, la captura de dromedaris posterior a la derrota del rei Vaiteh. També s'esmenten els camells de dos geps.
- Semíramis. Va emprar 30.000 dromedaris.[32]
- Claudi Elià.[33][34]
- Marco Polo.[35]
- 1856.[36]
  - Informe de la compra de camells (dromedaris i bactrians) destinats al transport militar.
- Guerra de Corea.[37][38]
- 2022. Camells bactrians de curses.[39]